# Хуангди неиђинг
Хуангди неиђинг (поједностављени кинески: 黄帝内经; традиционални кинески: 黃帝內經; пинјин:Huángdì Nèijīng), познат и као Хуангдијев медицински канон или Медицински канон Жутог цара, древни је кинески медицински текст који се сматра основним доктринарним извором традиционалне кинеске медицине више од два миленијума. Дело се састоји од два текста и једног поглавља или расправе у формату питања и одговора између митског Хуангдија (Жутог цара или тачније цар) и шест његових једнако легендарних министара.
Први текст, Сувен (素 問), познат и као Основна питања,  покрива теоријске основе кинеске медицине и њене дијагностичке методе. Други текст, Лингшу (靈樞) (Духовни стожер), детаљно говори о акупунктурној терапији. Ова два текста су заједно позната као Некинг или Хуангди неиђинг. Међутим, у пракси се наслов Некинг често односи само на најутицајнији део Сувен. Два друга текста такође имају префикс Хуангди неиђинг у својим насловима: Мингтанг 明堂 („Дворана светлости“) и Таису太 素 („Сјајна база“), који су само делимично преживели.
Хуангди неиђинг настао је на темељима две хиљаде година дуге исцелитељске традиције (ТКМ) која остаје активна до данас. Његов терапеутски приступ заснован је на чисто секуларној науци о природи, и природним законима који служе као смернице за људско понашање и лечење.

## Опис
Прво помињање Хуангди неиђинга забележено је у библиографском поглављу Ханшу 漢書 (или Књига о Хану, завршена 111. веку н. е), заједно са Хуангди Веиђинг 黃帝 外經 („Канон Жутог цара“) који је сада изгубљен. Медицински научник по имену Хуангфу Ми 皇甫謐 (215-282) први је тврдио да Хуангди неиђинг 18. јуна 卷 (или свесца) наведен у Ханшу библиографији које одговарају двема различитим књигама које су истовремено кружиле Кином: Сувен и Џењинг 鍼經 ( "пункција Никон"), од којих свака садржи 9 књиге.   За ова дела научници верују да је Џењинг био један од претходних наслова Лингшу-а, и слажу се да је Неђинг из династије Хан настао из два различита текста који су по садржају блиски делима која данас знамо као Сувен и Лингшу.
Класична медицинат Жуте цара (Хуангди неиђинг ,黃帝內經) је најважнији древни текст у кинеској медицини, као и важан књига из Тао теорије и начина живота. Текст је структуриран као дијалог између Жутог цара и једног од његових министара или лекара, најчешће Ћибоа (кинески: 岐 伯), а такође и Шаоиа (кинески: 少 俞). Један од могућих разлога за употребу овог начина нарације била је анонимност аутора, како би се избегло приписивање и кривица.
Неиђинг одступа од старих шаманских уверења да је болест изазване демонским утицајима. Уместо тога, наводе се природни ефекти:  исхране, начина живота, емоција, животне средине и старост као разлози за развој болести. 
Према Неђингу, свемир је састављен од различитих сила и принципа, попут Јина и Јанга и Чиа, пет елемената (или фаза). Те силе се могу разумети рационалним средствима, а човек може остати у равнотежи или се поново вратити у равнотежу и здравље разумевањем закона ових природних сила. Човек је микрокосмос односно део већег макрокосмоса. Принципи јина и јанга, пет елемената, фактори околине, ветра, влаге, топлоте и хладноће итд.,су део макрокосмоса, па се према овом учењу они подједнако примењују и на човеков микрокосмос.

## Аутори
Сам Хуангди и његов господар Ки Бо (岐 伯) познати су као аутори Хуангди неиђинг Сувена . 
Други део („Лингшу“) требало би да представља компилацију дела различитих аутора из различитих епоха.